# Arcanum divinae sapientiae
Arcanum divinae sapientiae – encyklika papieża Leona XIII opublikowana 10 lutego 1880 roku w Rzymie. Jej pierwsze słowa, które dały nazwę encyklice, brzmią: Niezgłębione zamiary mądrości Bożej. Papież przypomina o małżeństwie jako pobłogosławionym przez kapłana katolickiego związku kobiety i mężczyzny, zwracając uwagę, że to ich Bóg powołał do współżycia i tylko oni mogą stać się jednością. Potępia rozwody i zawieranie małżeństw cywilnych. Tekst encykliki wskazuje na szczególną rolę Kościoła w życiu małżeńskim jeśli chodzi o prawo udzielania tego sakramentu i osądzania czynów małżonków pod kątem moralnym.
Dokument kończy się apelem do władz świeckich o zjednoczenie i biskupów o nieustanne przypominanie ludziom o wartościach katolickich.